# Wealden
Wealden ist ein District in der Grafschaft East Sussex in England. Er ist nach der Landschaft Weald zwischen den North Downs und den South Downs benannt. Im heutigen Bezirk wurde angeblich Anfang des 20. Jahrhunderts der „Piltdown-Mensch“ gefunden, der sich 1953 als Fälschung entpuppte. Verwaltungssitz ist Crowborough.

## Geschichte
Der Bezirk wurde 1974 gebildet und entstand aus der Fusion der Rural Districts Hailsham und Uckfield.

## Gliederung
Der Bezirk gliedert sich in 42 Gemeinden (Civil Parish):
| - Alciston - Alfriston - Arlington - Berwick - Buxted - Chalvington with Ripe - Chiddingly - Crowborough - Cuckmere Valley - Danehill - East Dean and Friston - East Hoathly with Halland - Fletching - Forest Row | - Framfield - Frant - Hadlow Down - Hailsham - Hartfield - Heathfield and Waldron - Hellingly - Herstmonceux - Hooe - Horam - Isfield - Laughton - Little Horsted - Long Man | - Maresfield - Mayfield and Five Ashes - Ninfield - Pevensey - Polegate - Rotherfield - Selmeston - Uckfield - Wadhurst - Warbleton - Wartling - Westham - Willingdon and Jevington - Withyham |

Von diesen haben 39 einen eigenen Gemeinderat (Parish Council). Alciston, Little Horsted und Selmeston haben kein derartiges Gremium, stattdessen finden Einwohnerversammlungen statt. Crowborough, Hailsham, Polegate und Uckfield sind Kleinstädte (Town), dementsprechend heißt der Rat dort Town Council.